# Tomasz Rossa
Tomasz Rossa (ur. 5 kwietnia 1967 w Warszawie) – polski skoczek do wody, olimpijczyk z Seulu 1988.
Absolwent XXXIX Liceum Ogólnokształcącego im. Lotnictwa Polskiego w Warszawie. Zawodnik klubu AZS-AWF Warszawa i University of Iowa. Mistrz Polski w skokach z wieży i trampoliny w 1984.
Na igrzyskach w Seulu wystartował w skokach z trampoliny odpadając w eliminacjach (został sklasyfikowany na 27. miejscu).